# مغارة الشعرة
مغارة الشعرة هي مغارة تقع بالقُرب من تازة، تُعتبر أحد أكبر الكهوف في المغرب، يبلغ طوله أكثر من 7.6 كيلومتر.